# Szamtredia
Szamtredia, Samtredia ( grúzul: სამტრედია ) város az Imereti régióban, Grúziában, a Rioni és a Cheniszckali folyók közötti síkságon fekszik, a fővárostól, Tbiliszitől 244 kilométerre nyugatra, és 27 kilométerre nyugatra Grúzia harmadik legnagyobb városától, Kutaiszitól. Grúzia legfontosabb útjai és vasutak itt futnak össze, így Szamtredia az ország létfontosságú közlekedési csomópontja. Az Építő Dávid Kutaiszi nemzetközi repülőtér 10 kilométerre található Szamtrediától. A város lakossága a 2014-es grúziai népszámlálás szerint 25 318 fő. Az éghajlat párás szubtrópusi, enyhe és meleg telekkel és forró nyarakkal.

## Története

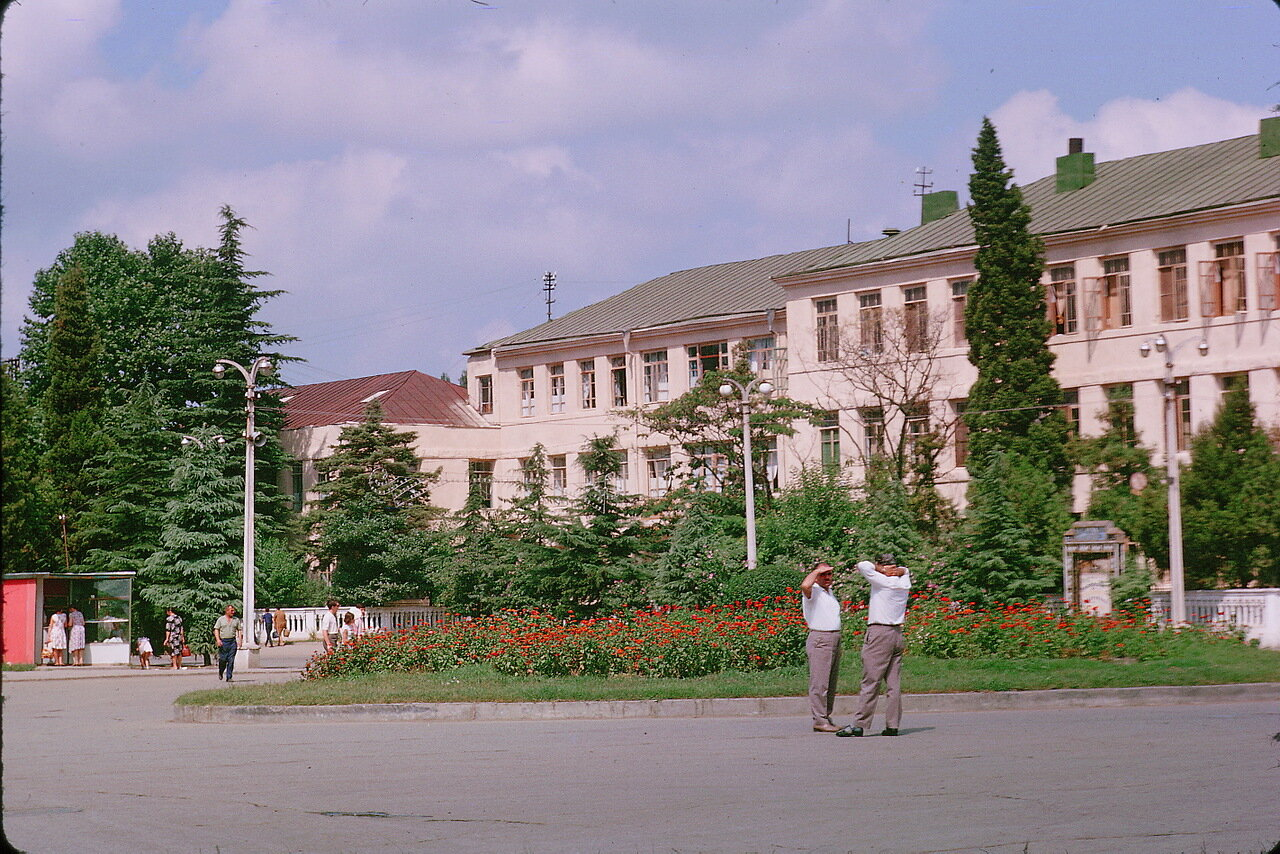
Szamtredia az 1960-as években

12 számú állami iskola Szamtrediában

A Tbiliszi – Poti vasút 1871-1872-es megépítése következtében Szamtredia fontos vasúti csomóponttá fejlődött. Eredetileg a Cheniszckali folyó másik oldalán, Szacsilao és Kvisancsala falvak közelében tervezték, de az ott lakók ellenállása miatt úgy döntöttek, hogy az állomást Szamtredia falu közelében építik meg. 1919 végén a lakosság száma 12 000 fő volt. 1921-ben városi rangot kapott. 1926-ra Samtredia lakossága 13 913 fő volt, területe 33,2 km². Az 1895-ös években megépült a város első iskolája, a 14. számú állami iskola, amely ma 12. számú állami iskolaként működik. A szovjet uralom alatt a helyi gazdaságban baromfitelepek, méhészeti és faiskolaitelep, kertészeti, mezőgazdasági és állattenyésztő kolhozok, teagyár, építőanyaggyár, gyümölcslé- és konzervgyárak, selyemgyár, kenyér-, tej-, hús- és fafeldolgozó üzemek működtek.
Stratégiai elhelyezkedése miatt Szamtredia kiemelkedő szerepet játszott a polgári zavargásokban az 1990-es évek elején, amikor a szovjetellenes ellenzéki csoportok 1990. július 26. és 31. között blokkolták a Szamtredia csomópontot, hogy a szovjet grúz vezetést liberális választási kódex elfogadására kényszerítsék.  A vasúti csomópontot 1991 márciusában–áprilisában Zviad Gamszahurdia új kormánya blokkolta, hogy nyomást gyakoroljon a központi szovjet hatóságokra. Ez a blokád azonban súlyos károkat okozott nemcsak Grúzia gazdaságában, hanem a szomszédos Örményországnak is, amely nagymértékben függött a grúz vasutaktól. A grúz polgárháború idején Szamtredia a harcok egyik epicentrumává vált. 1993. október 17-én a Zviad Gamszahurdiát támogató harcosok harckocsik és tüzérség segítségével elfoglalták Szamtrediát. Október 22-én Eduard Sevardnadze kormánycsapatai megtámadták a várost. Az utcai harcok után a kormánycsapatoknak sikerült elfoglalniuk a várost. Bár a Samtredia azóta is stabil, a posztszovjet válság jelentős gazdasági visszaesést eredményezett, amelyet azóta csak részben sikerült megfordítani.

## Oktatás
Szamtredia városában hét állami iskola és 11 óvoda működik, amelyek közül az 1. számú óvoda a fogyatékkal élő gyermekek számára készült. A 2. számú iskola 1971. február 15-én alakult. A 3. sz. iskola 1964-ben alakult az 1. számú Középiskola felosztása eredményeként. A 6. számú iskola 1968-ban alakult. 1974-ig általános iskola, 1983-ig alapiskola volt. 1983-től pedig középiskolává alakult.

## Kultúra
Szamtrediában található egy Diák-Ifjúságiház, amelyet 1942-ben alapították úttörőotthonként. Itt működik „Orudila” alkotócsoport, a „Fantázia” koreográfiai csoport és az „Imedi” gyermek ének-hangszeres együttes.
A Eroszi Mandzsgaladze Művelődési Házban drámaszínház működik. A színháznál saját alkotású gyermekszínjátszó kör is alakult. Itt a művelődi házban található az Atinati női folklóregyüttes, a Samtredia férfi folklóregyüttes és a gyermek népi hangszerkör is. 
A városban van egy művészeti iskola-galéria, a Domenti Shanidze Zeneiskola, valamint a "Mtredebi" és az "Imeri" táncegyüttesek.  
Szamtrediában alakult meg a "Sanavardo" népi együttes, amelyet 1978 -ban Bidzina Mikadze  alapított.
Az 1892-ben alapított könyvtárban több mint 42 ezer kötet található.
Jelenleg 49 iskola működik a Samtredia körzetben: ebből 24 általános középiskola, 2 líceumi iskola, 7 általános iskola, 10 befejezetlen középiskola, 1 gimnázium, 2 magán líceumi iskola, egy speciális iskola és 1 óvoda. A régió számos felsőoktatási intézménye között van a Szamtredia Közgazdaságtudományi Intézet és a Bölcsészettudományi Intézet. 1934. április 24. óta Szamtredia központjában működik a Luka Kohreidze Képzőművészeti Galéria is.
Szamtrediában és környező falvaiban sok templom található, és több régi építészeti emlék.

## Sport
A Szamtrediának van egy futballklubja, a "Samtredia", amelyet 1936-ban alapítottak. A csapat az Eroszi Mandzsgaladze Stadionban játszik, amely 15 000 néző befogadására alkalmas. Napjainkban a topligában játszik.
A városban működik egy sportiskola, ahol 12 sportágat oktatnak, 720 diákot és 39 edzőt foglalkoztatnak. Kyokushinkai Karate Club is működik itt.

## Éghajlat
| Hónap | Jan. | Feb. | Már. | Ápr. | Máj. | Jún. | Júl. | Aug. | Szep. | Okt. | Nov. | Dec. | Év |
| ----- | ---- | ---- | ---- | ---- | ---- | ---- | ---- | ---- | ----- | ---- | ---- | ---- | -- |

## Közlekedés, szállítás
Szamtredia utak és vasutak csomópontja.
A város déli részén halad az S1-es grúz autópálya.
A városból indul az S12-es grúz autópálya is.
Kutaiszi nemzetközi repülőtere 10 km-re található Szamtrediától

## Nevezetes emberek
- Kaha Kaladze – Tbiliszi hivatalban lévő polgármestere, a Dinamo Kijev korábbi védője, az AC Milan és a grúz labdarúgó-válogatott volt szövetségi kapitánya.
- Andrea Razmadze - matematikus, a Tbiliszi Állami Egyetem társalapítója.
- Solomon Kvirkvelia – grúz labdarúgó
- Eroszi Mandzsgaladze – grúz színész
- Konsztantin Kandelaki  – a Grúz Szovjet Szocialista Köztársaság pénzügyminisztere
- Akaki Kvantaliani – grúz színész
- Justine Dzsaanelidze – grúz sebész
- Ivane Iantbelidze  – grúz színész
- Otar Chrdileli – grúz újságíró és politikus

## Lásd még
- Imereti

## Fordítás
Ez a szócikk részben vagy egészben  a   Samtredia című angol Wikipédia-szócikk fordításán alapul.  Az eredeti cikk szerkesztőit annak laptörténete sorolja fel. Ez a jelzés csupán a megfogalmazás eredetét és a szerzői jogokat jelzi, nem szolgál a cikkben szereplő információk forrásmegjelöléseként.